# 施家湖
施家湖是一个位于中国安徽省淮南市的淡水湖，面积约为3.23平方千米，属于淮河区。它的一级流域为淮河流域，二级流域为淮河干流水系。